# Do Revenge
Do Revenge är en amerikansk svart komedifilm från 2022 i regi av Jennifer Kaytin Robinson, från ett manus skrivet av henne och Celeste Ballard. Filmen, som är löst baserad på Alfred Hitchcocks film Främlingar på tåg från 1951, är producerad för Netflix, där den hade sin officiella streamingpremiär den 16 september 2022. Huvudrollerna i filmen spelas av Camila Mendes och Maya Hawke.
Inspelningarna av denna film var från början tilltänkta att äga rum i Los Angeles under den tidiga halvan av 2021, men blev istället förflyttade till Atlanta (med Miami som utspelningsstad), där inspelningarna sattes igång senare samma sommar. Inspelningarna avslutades sedan i augusti månad.

## Rollista (i urval)
- Camila Mendes – Drea
- Maya Hawke – Eleanor
- Austin Abrams – Max
- Rish Shah – Russ
- Talia Ryder – Gabbi
- Alisha Boe – Tara
- Ava Capri – Carissa
- Jonathan Daviss – Elliot
- Paris Berelc – Meghan
- Maia Reficco – Montana
- Sophie Turner – Erica
- Rachel Matthews – Allegra
- Eliza Bennett – Jessica
- Francesca Reale – Ariana
- Olivia Sui – Sage
- Jude Timothy Harris – Peter
- Todd Allen Durkin – Studierektor Norris
- Phoebe French – Willow
- Sarah Michelle Gellar – Skolans rektor